# Orvar Karlbeck
Orvar Karlbeck, ursprungligen Carlsson, född 21 december 1879 i Adolf Fredriks församling i Stockholm, död 20 september 1967 i Lidingö församling i Stockholms län, var en svensk ingenjör verksam i Kina samt skriftställare.
Efter studentexamen gick han på Tekniska högskolan i Stockholm där han avlade civilingenjörsexamen 1904 och anställdes som järnvägsingenjör i Kina 1908. Han utgav den självbiografiska skildringen Tsin Pu Tieh Lu (1938), kataloger över kinesisk konst för Hallwylska museet (1938 och 1950) samt Skattsökare i Kina (1955).
Orvar Karlbeck var son till fyringenjören Emil Fritiof Adalbert Carlsson och Gerda Maria Fredrika, ogift Flobeck. Han gifte sig 1915 i Shanghai med Sigrid Wengberg (1883–1957), dotter till tullförvaltaren Bror Robert Wengberg och Emma Catharina Constantia Henschen. En dotter till makarna Karlbeck var skådespelaren Marianne Karlbeck (1923–2014).
Orvar Karlbeck är begravd på Solna kyrkogård.